# Cosmo Duff-Gordon
Cosmo Edmund Duff-Gordon, 5. Baronet Maryculter (ur. 22 lipca 1862 w Londynie, zm. 20 kwietnia 1931 tamże) – brytyjski szermierz, srebrny medalista olimpijski.
Kształcił się Eton College.
Wziął udział w olimpiadzie w Atenach w 1906 roku, gdzie Brytyjczycy w składzie: William Grenfell, Cosmo Duff-Gordon, Charles Newton-Robinson i Edgar Seligman zdobyli srebrny medal w szpadzie drużynowej. Był to jego jedyny występ olimpijski.
Był też działaczem sportowym. Współzałożyciel London Fencing League oraz członek Royal Automobile Club.
W 1912 wraz z żoną był pasażerem na RMS Titanic. Oboje przeżyli zatonięcie statku. Duff-Gordon, podobnie jak wielu innych mężczyzn z I klasy, dostał się do szalupy ratunkowej. Został później oskarżony o przekupienie członków załogi w szalupie, by ci nie ratowali innych pasażerów. Został później oczyszczony z tych zarzutów po oficjalnym dochodzeniu. W szalupie nr 1, do której wsiedli Duff-Gordonowie znalazło się łącznie 12 osób (pojemność tej szalupy wynosiła 40 osób).
Wraz z żoną został pochowany na Brookwood Cemetery.